# Jens-Erik Madsen
Jens-Erik Madsen (Randers, 30 de marzo de 1981) es un deportista danés que compitió en ciclismo en la modalidad de pista, especialista en la prueba de persecución por equipos.
Participó en los Juegos Olímpicos de Pekín 2008, obteniendo una medalla de plata en la prueba de persecución por equipos (junto con Michael Mørkøv, Casper Jørgensen y Alex Rasmussen).
Ganó tres medallas en el Campeonato Mundial de Ciclismo en Pista entre los años 2007 y 2009 y una medalla de bronce en el Campeonato Europeo de Ciclismo en Pista de 2004.

## Medallero internacional
| Juegos Olímpicos   | Juegos Olímpicos           | Juegos Olímpicos  | Juegos Olímpicos        |
| Año                | Lugar                      | Medalla           | Competición             |
| ------------------ | -------------------------- | ----------------- | ----------------------- |
| 2008               | Pekín (China)              | Medalla de plata  | Persecución por equipos |
| Campeonato Mundial |                            |                   |                         |
| Año                | Lugar                      | Medalla           | Competición             |
| 2007               | Palma de Mallorca (España) | Medalla de bronce | Persecución por equipos |
| 2008               | Mánchester (Reino Unido)   | Medalla de plata  | Persecución por equipos |
| 2009               | Pruszków (Polonia)         | Medalla de oro    | Persecución por equipos |
| Campeonato Europeo |                            |                   |                         |
| Año                | Lugar                      | Medalla           | Competición             |
| 2004               | Fiorenzuola (Italia)       | Medalla de bronce | Madison                 |

1. ↑  Campeonato Europeo realizado sólo para la disciplina de madison.